# ЕОКА
ЕОКА - Ethniki Organosis Kyprion Agoniston (грч. Εθνική Οργάνωσις Κυπρίων Αγωνιστών), Национална организација кипарских бораца, била је националистичка герилска организација кипарских Грка која је водила кампању за крај британске владавине на Кипру и за унију са Грчком.

## Позадина
Кипар, острво у источном Медитерану насељено углавном Грцима, освојило је Османско царство 1571. године и остало је под његовом контролом до 4. јуна 1878. године, када је после Руско-турског рата предато Британској империји. У то време на острву је такође била успостављена значајна турска мањинска популација. Како су националистичке тенденције расле у обе главне групе становништва, кипарски Грци су се залагали за Enosis - унију са Грчком, која је била део Мегали идеје. Порекло Enosis-а датира из 1821. године, године када је започео грчки рат за независност, а архиепископу Кипра, његовом архиђакону и тројици епископа, између осталих злочина, отоманска колонијална администрација је одсекла главе. Године 1828, Јоанис Каподистријас, први гувернер Грчке, тражио је унију Кипра са Грчком. Године 1878, када је британски генерал Волсли дошао на Кипар да формално успостави британску власт, дочекао га је архиепископ Китион који је, пошто му је пожелео добродошлицу, затражио да Британија уступи Кипар Грчкој. У почетку су кипарски Грци поздравили британску власт, пошто су били свесни да су Британци вратили Јонска острва Грчкој 1864. године. Такође су се надали британским улагањима на Кипар, који је отоманска окупација оставила као осиромашено острво.
Британска влада је 1912. године понудила Грчкој да размени Кипар за поморску базу у Аргостолију, како би преузела контролу над Јонским морем; понуда је поновљена 1913. године. Британци су 1915. године неколико пута нудили Грчкој Кипар у замену за учешће Грчке у Првом светском рату. Док је Грчка одлучивала да ли треба да уђе у рат, британска влада је повукла своју понуду. До 1915, противљење кипарских Грка британској владавини се повећало, видевши да се ни британска инвестиција ни Enosis нису остварили. У почетку, Enosis покрет је имао само неколико присталица, углавном из виших класа. Један број Кипрана који су студирали у Грчкој постали су снажни заговорници Уније по повратку. С друге стране, заједница кипарских Турака почела је да развија сопствени национализам почетком 20. века, пошто су на острво стизале вести о прогонима са којима се суочавају муслимани у земљама које су настале након распада Отоманског царства. 
Именовање Роналда Сторса (филхелена) у новембру 1926. за новог гувернера Кипра, подстакло је идеју међу националистима кипарских Грка да ће британска владавина бити одскочна даска за коначну унију са Грчком. Њихов однос се погоршао 1928. године, када су кипарски Грци одбили да учествују у прослави 50. годишњице британске окупације Кипра. Грчка је апеловала на смиреност, ограничавајући ширење антиколонијалних чланака у новинама кипарских Грка. Образовање је постало још једно подручје сукоба доношењем Закона о образовању, који је настојао да смањи утицај Грчке у кипарским школским програмима. Кипарски иредентисти су такође жалили због наводно преференцијалног третмана Малте и Египта на рачун Кипра. Односи су се додатно погоршали када су британске власти једнострано донеле нови кривични закон који је између осталог дозвољавао употребу мучења. Године 1929, чланови Законодавног савета, архиепископ Китион Никодемос и Ставрос Ставринакис стигли су у Лондон, уручујући меморандум секретару колонија лорду Пасфилду који је садржао захтеве за унију. Као и код претходних оваквих покушаја, одговор је био негативан.
Септембра 1931. Сторс је блокирао одлуку Законодавног савета да заустави повећање пореза који је требало да покрије дефицит локалног буџета. Посланици грчких Кипрана реаговали су подношењем оставки на своје функције. Штавише, 18. октобра, архиепископ Китион Никодемос позвао је кипарске Грке да прибегну грађанској непослушности док се њихови захтеви за унијом не испуне. Дана 21. октобра 1931. године, 5.000 кипарских Грка, углавном студената, свештеника и градских угледника, окупило се на улицама Никозије узвикујући пароле за унију. Маса је опколила зграду Владе, након три сата бацања камења, зграда је запаљена. Полиција је на крају растерала изгреднике. У исто време британске заставе су скинуте са јавних канцеларија широм земље, често су замењене грчким. Ред је заведен почетком новембра. Укупно седам демонстраната је убијено, тридесет је повређено, десет је прогнано доживотно, док је 2.606 добило различите казне, од затворских до новчаних, због побуњеничког деловања.
Законодавно веће и општински избори су укинути, именовање сеоских власти и окружних судија пребачено је на гувернера острва. Пропагирање идеја о унији и вијорење страних застава било је забрањено, као и окупљање више од 5 људи. Кипар је тако ушао у период аутократске владавине познат као Палмерократија (Παλμεροκρατια), назван по гувернеру Ричмонду Палмеру, који је започео непосредно пре побуне и трајао до почетка Другог светског рата.
Педесетих година 20. века основана је ЕОКА са специфичним циљем да се покрене војна кампања за окончање статуса Кипра као колоније британске круне и постизање уједињења острва са Грчком. Тадашње руководство АКЕЛ-а, Напредне партије радног народа, успротивило се војној акцији ЕОКА, залажући се за „гандијевски приступ“ грађанске непослушности, као што су раднички штрајкови и демонстрације.
У почетку, борба је била политичка, за разлику од војне. ЕОКА је, по Гривасовим речима, желела да привуче пажњу света кроз операције које би доспеле на насловне стране новина.

## Формација

### Вођство
ЕОКА је предводио официр грчке војске Георгиос Гривас, ветеран Првог и Другог светског рата. Током окупације Грчке у Другом светском рату, предводио је малу, антикомунистичку групу отпора, под називом Организација X. Током антикомунистичке борбе децембра 1944. у Атини након повлачења Осовине спашен је захваљујући британској интервенцији. Гривас је преузео псеудоним Дигенис везано за легендарни византијски еп Дигенис Акритас. Други по команди у ЕОКА био је Григорис Афксентиоу, такође бивши официр грчке војске. Афксентиоу је дипломирао на Академији резервних официра 1950. без претходног искуства на бојном пољу.

### Циљеви
Главни циљ ЕОКА је био Унија. Организација је усвојила типичне грчке националне идеологије и заступала религиозне, конзервативне и антикомунистичке идеје. Ово је било у складу са преовлађујућим идејама кипарског друштва у то време. Постојало је широко распрострањено уверење да се левичари противе националним циљевима и пружају извесну подршку колонијалном режиму насупрот другим савременим антиколонијалним побунама у Африци или Азији, које су предводили марксисти.
Гривас и архиепископ Макариос III нису се слагали око начина ослобођења од британске владавине. Гривас је одбацио Макариосов покушај да ограничи кампању на акте саботаже, избегавајући губитак живота. Ипак, он је делио Макариосов став да ће победа бити извојевана дипломатским путем. Гривасов циљ је био да подвргне Британце континуираном немилосрдном узнемиравању.

### Припреме
Гривас је извршио прво извиђање на Кипру већ у јулу 1951. Макариос је свакако био скептичан, рекавши Гривасу да неће наћи присталице за оружану борбу. Британци су делили исто мишљење. Гривас је коначно стигао на острво почетком новембра 1954. и почео да успоставља своју подземну мрежу. Регрутовао је људе из Кипарског савеза пољопривредника у селима и из два главна покрета младих, Хришћанског омладинског покрета и националистичког Панкипрског покрета младих у градовима. Окосницу ЕОКА чиниле су планинске групе, конвенционалне герилске снаге које су живеле у скривеним логорима у шумама, и градске групе, које су често настављале свој цивилни посао или школовање. Подршку овом наоружаном крилу пружио је много шири Национални фронт Кипра (ЕМАК), који је обезбедио обавештајне податке, залихе, оружје, лекове, регруте и сигурне куће, суочавао се са Британцима на улицама у демонстрацијама и нередима и спровео пропагандну офанзиву.

### АНЕ
АНЕ (грч. Άλκιμος Νεολαία ΕΟΚΑ – "Alkimos Neolaia EOKA") је био омладински покрет ЕОКА током борбе за унију између 1955. и 1959. године. Омладинска организација је имала орган самоуправе који је био директно одговоран лидеру ЕОКА, Дигенису. Међу њеним активностима биле су демонстрације против британске владавине на Кипру.

## Оружана борба

### Од априла 1955. до смене гувернера Армитиџа (октобар)
Оружана борба је почела у ноћима између 29. марта и априла 1955. године. Укупно 18 бомбашких напада догодило се на различитим локацијама широм острва. Најзначајнији инциденти били су инциденти у Никозији од стране групе Маркоса Дракоса, као и рушење предајника Кипарске радиодифузне станице. Напади су били праћени револуционарном прогласом коју је потписао „Вођа, Дигенес“. Гривас је одлучио да своју умешаност у овом тренутку задржи у тајности и употребио је име византијског генерала који је бранио Кипар у средњем веку. Гривас је такође забранио нападе на кипарске Турке у то време, и само је желео да на мети буду британски војници и грчки колаборационисти. Британци, не очекујући овакав развој догађаја, појачали су своје локалне војне базе (Декелија и Акротири) пребацивањем трупа из Египта.
Крајем априла напади ЕОКА су привремено престали, дајући времена Гривасу да организује омладину. Друга офанзива је покренута 19. јуна координисаним нападима бомбама и гранатама на полицијске станице, војне објекте и домове војних официра и високих званичника. У једном од тих бомбашких напада срушена је зграда седишта полиције у Фамагусти. Те нападе су обично пратили спорадични инциденти: пуцњаве, бомбашки напади и повећан јавни неред. Овај други талас ЕОКА напада трајао је до краја јуна, укупно 204 напада од почетка оружаног отпора.
У августу су два члана Специјалног огранка убијена у одвојеним инцидентима. Подизање грчке заставе током демонстрација обично је доводило до сукоба са колонијалним властима, које су је по потреби силом уклањале. Још један велики успех ЕОКА био је бекство 16 чланова ЕОКА из затвора замка Керинеја, укључујући бројне кључне личности, као што су Маркос Дракос и Григорис Афксентиоу.

#### Британске реакције
Чинило се да се ситуација погоршава и британске власти су покушале да сачувају своју позицију на Кипру дипломатским маневрисањем и офанзивом против побуњеника. Први је укључивао хушкање грчке и турске владе једне против друге. Иден је Турску сматрао "кључном заштитом британских интереса" на Кипру. До краја септембра, како је криза ескалирала, британска влада је одлучила да смени гувернера Армитиџа. Британска политика такође је имала за циљ драматично повећање регрутовања кипарских Турака. До почетка 1956. они су постали доминантни у полицији која је бројала 4.000 у поређењу са мање од 1.000 кипарских Грка. Кипарски Турци су били у првој линији против ЕОКА. Неизбежно је да је употреба полицајаца кипарских Турака против заједнице кипарских Грка погоршала односе између две заједнице.

#### Турске реакције
У августу 1955. године Аднан Мендерес, тадашњи турски председник, најавио је да Турска неће прихватити било какву промену у статус кво на Кипру која није у интересу Турске. У турским медијима су се шириле гласине да ће вероватно доћи до покоља заједнице кипарских Турака. Иако су биле неосноване, довеле су до националистичких реакција у земљи и антигрчког истанбулског септембарског погрома који је организовала влада у септембру 1955. У исто време, током Лондонске трилатералне конференције између Британије, Турске и Грчке, споразум није успео због турске непопустљивости. Током састанка између краја августа и 7. септембра 1955. Турска је такође тврдила да ће, уколико статус кво Кипра под британском администрацијом не буде поштован, цео Уговор из Лозане бити неизвестан.

### Од октобра 1955. до марта 1956. (Операција Напред у победу, фаза I)
Нови британски гувернер Џон Хардинг стигао је 3. октобра. Хардинг је покушао да се састане са надбискупом Макариосом, и обојица су се сложила да отпочну оно што је постало познато као преговори Хардинг-Макариос. Повећана безбедност и јачање војне моћи били су Хардингови приоритети. Хардинг је 26. новембра прогласио ванредно стање – што је, између осталог, значило спровођење смртне казне за злочине без смртног исхода. Репресивно законодавство и појачање трупа нису успели. Становништво кипарских Грка било је непријатељско, а Специјални огранак је неутралисан. Британски одговор су биле велике операције кордона и претреса. Колективне казне, далеко од тога да поткопају подршку ЕОКА, само су успеле да изазову још веће непријатељство кипарских Грка према британској власти. Штавише, Хардинг је на Кипар гледао као на пиона у глобалној ситуацији хладног рата: 13. децембра је забранио АКЕЛ (Напредна партија радног народа) и притворио 128 његових водећих чланова, ефективно осакативши једину политичку партију на Кипру која се противила ЕОКА-у.
Операција „Напред у победу“ (грчки назив) покренута је 18. новембра уз неколико бомбашких напада. У урбаним срединама, школарци су имали истакнуту улогу у борби ЕОКА. Битка застава ескалирала је током јесени 1955. и достигла врхунац у јануару и фебруару 1956. ангажујући британске снаге да јуре чланове ЕОКА. Ученици не само да су учествовали у нередима и бацању камења на полицију, већ су неки од њих били и обучени да бацају бомбе и врше атентате. Герилци и омладина бацали су бомбе на британске кадровске куће, полицијске станице и војне кампове. Понекад, чланови ЕОКА су успели да украду нешто оружја. Британци никада нису успели да у потпуности елиминишу агенте ЕОКА из полицијских снага.
Борба се наставила у планинама док су герилци ширили своју мрежу у планинама Тродос. Међутим, због оштрих зимских услова и британског војног притиска, активност ЕОКА је привремено попустила. До краја фебруара 1956. Британци су били укључени у сузбијање праве побуне школараца у којој је један дечак убијен, а школски систем острва је скоро потпуно затворен.

### Од марта 1956. до марта 1957. (Операција Напред у победу, фаза II)
Након неуспеха преговора Макариос-Хардинг, британска влада је нагло протерала Макариоса на Сејшеле 9. марта 1956. Ово је изазвало недељни генерални штрајк праћен драматичним повећањем активности ЕОКА: 246 напада до 31. марта укључујући и неуспешан покушај убиства Хардинга. Офанзива је настављена у априлу и мају, а британске жртве су биле у просеку по два мртва сваке недеље.
ЕОКА је фокусирала своју активност на урбана подручја током овог периода. Бомбардовање кућа и немири, углавном од стране школараца, приморали су војску да држи снаге подаље од планина у којима су се крили главни борци ЕОКА-е. Нападнути су објекти војске и полиције, укупно 104 минирања кућа, 53 нереда, 136 дела саботаже, 403 заседе, 35 напада на полицију, 38 напада на војнике и 43 напада на полицијске станице. Али како је Хардингов притисак растао, Гривас је почео да се усредсређује на полицајце кипарске Турке што је изазвало нереде међу заједницама и серију штрајкова.
Хардинг је организовао серију операција у периоду април–јул и унапредио своју обавештајну мрежу укључујући стварање озлоглашеног X-вода. 10. маја прва два затвореника ЕОКА су обешена, а Гривас је одговорио погубљењем два британска војника. Покренуте су операције великих размера, али је Гривас успео да побегне. Одлучио је да се пресели у Лимасол где је основао своје ново седиште. Иако је Гривас побегао, операције у планинама Тродос су имале успеха за Британце: заробљено је 20 герилаца и 50 комада оружја. Међутим, завршили су катастрофом: најмање 7 британских војника је погинуло, а 21 је случајно изгорео. Последњи инцидент засенио је први прави успех против герилских снага ЕОКА.
Британске власти су 9. августа обесиле још три затвореника ЕОКА; међутим, Гривас овога пута није узвратио. У знак протеста одржани су широки штрајкови. У новембру 1956. због Суецке кризе велики број британских трупа је пребачен са Кипра што је омогућило Гривасу да покрене нову офанзиву. ЕОКА је покренула талас напада у ономе што ће постати за британски "Црни новембар" са укупно 416 напада, 39 убијених, од којих 21 Британци. Након дебакла у Суецу, британска војна снага је повећана на 20.000 и Хардинг је успео да покрене нову офанзиву.
Иако је активност ЕОКА била озбиљно угушена у планинама, њена оружана борба се наставила у урбаним подручјима док су британске снаге биле очигледно немоћне. Гривас је 14. марта 1957. прогласио примирје које је трајало скоро годину дана.

### Од марта до новембра 1957.
Хардинг је наставио да врши притисак на ЕОКА упркос једностраном примирју. Ово се изјаловило британским снагама пошто је ЕОКА остварила добитке на пољу пропаганде.
У међувремену, ПЕКА (Политички комитет кипарске борбе) је политичким средствима настављала борбу за унију, док је ЕОКА покушавала да регрутује нове чланове. Свештеници и учитељи, под строгом тајношћу, регрутовали су младиће од 14 до 24 године и углавном су били успешни. Гривас је реорганизовао структуру ЕОКА. До јесени, Гривас је повећавао своју аутономију од Грчке и Макариоса и планирао је да нападне левицу и заједницу кипарских Турака. Грчка влада и Макариос нису били у стању да спрече те иницијативе.

#### Затвори и тврдње о мучењу
Закон о притвору лица, донет 15. јуна 1955, дао је овлашћење британским властима да без суђења затворе осумњиченог у логор. ПЕКА, а касније Макариос и грчка влада указали су на нељудске услове у тим логорима. Ситуација тамошњих логораша била је спорна. Међународни комитет Црвеног крста је два пута посетио логоре и није нашао никакве проблеме. Хардинг је одбацио оптужбе за мучење, описујући то као пропаганду ЕОКА. Оптужбе о мучењу имале су утицаја на унутрашњу британску политику. Прецизна употреба метода мучења остаје предмет спора. Према Хајнцу Рихтеру, Британци су затварали очи на испитиваче од којих су многи били намерно недовољно образовани кипарски Турци који су били против Уније. Дејвид Френч с друге стране сматра да су већина – али не све – тврдње о мучењу биле пропагандно оруђе ЕОКА. Генерално, Хардинг није успео да придобије становништво кипарских Грка, посебно када су његове безбедносне снаге прибегле овим мерама.
Мучење које су Британци користили на Кипру укључивало је премлаћивање, јавна бичевања, присилно стајање, лед и дрогу. Остало мучење је укључивало анално и вагинално уметање врућих јаја, тактику коју су Британци такође користили у Кенији. Британски иследник Специјалне филијале на Кипру изјавио је да је он осмислио „технику врућег јајета испод пазуха“. У неколико случајева је такође примењена електротортура. Џек Тејлор, британски полицајац који је у септембру 1956. године послат на Кипар, открио је да је било премлаћивања затвореника, док је бригадир Мајкл Харботл потврдио да је Специјални огранак на Кипру користио мучење. Ове изјаве потврђују употребу тортуре на Кипру од стране Британаца, иако остаје нејасно колико је била распрострањена и честа.

#### Кампања против група кипарских Грка
У почетку, ЕОКА је застрашивала становништво да не сарађује са снагама безбедности, али се дефиниција издајника постепено ширила јер су снаге безбедности имале одређене успехе против ЕОКА крајем 1956. Чланови ЕОКА који су разговарали са снагама обезбеђења при испитивању такође су сматрани издајицама и Гривас је био за смртну казну у таквим случајевима. Десили су се случајеви у којима су герилци ЕОКА убијали друге на своју иницијативу, а не само на основу оптужби за издају. Убиства су се догађала у јавности. Такве активности су достигле врхунац посебно током лета-јесени 1956. Левица кипарских Грка, а посебно комунистичка партија (АКЕЛ) су такође биле на мети. Како је АКЕЛ растао у броју, практично је порицао Макариосову улогу. Британци су деликатно подстицали ово непријатељство и у августу 1957. избио је други талас унутаргрчког насиља. Још један сличан талас избио је у априлу – октобру 1958. када је мировни споразум био неизбежан. АКЕЛ је одржао масовне демонстрације и тражио помоћ од Макариоса коју је он одобрио. Бројни научници карактеришу ЕОКА као терористичку организацију због напада на јавна предузећа, убистава припадника снага безбедности, државних службеника и метода застрашивања локалног становништва и таргетирања цивила.

#### Крај примирја
Током овог периода Британци су отворено толерисали паравојне организације кипарских Турака. Британци су намеравали да искористе заједницу кипарских Турака на острву и турску владу као средство за блокирање потражње за унијом. Они су се ефективно удружили са турском мањином и претворили их у огромну већину у полицијским снагама. Ово је сада измакло контроли што се Британаца тиче, али су ипак успели да искористе ситуацију.
Примирје против колонијалних власти трајало је до 28. октобра 1957. (Охи дан, грчки национални празник) када је Харолд Макмилан, британски министар спољних послова, одбио Макариосов предлог. 

### Децембар 1957 – август 1958 (Футово гувернерство и насиље међу заједницама)
Сер Хју Фут је на Кипар стигао у децембру 1956. године, када је било очигледно да војна победа Британаца није неизбежна. Гривас је у то време планирао постепену ескалацију ЕОКА напада на британске снаге, али је средином децембра позвао на примирје како би дао простор за вођење преговора. Примирје је прекинуто 4. марта 1958. када је покренут нови талас напада, али овога пута, Гривас је наредио својим герилцима да не нападају кипарске Турке како би избегли насиље међу заједницама које би могло довести до поделе.

#### ЕОКА и кипарски Турци
Заједница кипарских Турака приговарала је унији много пре 1950-их из страха да би уједињење са Грчком довело до њиховог прогона и протеривања, страха заснованог на судбини критских Турака након уједињења Крита са Грчком. Слично томе, национализам међу кипарским Турцима је конструисан из различитих догађаја који су довели до распада Отоманског царства. Масовне паравојне оружане групе појавиле су се већ у мају 1955. године. Све их је касније апсорбовао ТМТ (Türk Mukavemet Teşkilatı/Турска организација отпора) ТМТ је био турско оруђе за подстицање насиља међу заједницама како би се показало да је подела једини могући аранжман. Као и ЕОКА, ТМТ је користио насиље против чланова своје заједнице који нису били вољни да буду у складу са њиховим циљем.
ЕОКА је избегао сукоб са кипарским Турцима, али се то променило касније од јануара 1957. Према Французима, Гривас је одлучио да нападне кипарске Турке како би изазвао тензије међу заједницама и нереде у градовима на Кипру, приморавајући Британце да повуку њихове трупе из лова на ЕОКА у планинама и успостављању реда у урбаним срединама. Од 19. јануара 1957. до краја марта, герилци ЕОКА су напали припаднике турске заједнице, почевши од полицајца кипарских Турака, што је изазвало нереде који су трајали 3 дана.
Насиље међу заједницама (и унутар заједница) ескалирало је у лето 1958. са бројним смртним случајевима. Французи су у периоду од 7. јуна до 7. августа избројали 55 атентата које су извршили Турци на Грке и 59 атентата које су извршили Грци на Турке. Значајан број кипарских Турака је расељен због насиља. Да би се ухватио у коштац са сукобом међу заједницама, Фут је покренуо операције „Кутија шибица“ и „Упаљач за сто“. У августу је потписано примирје, које су подржале грчка и турска влада.

### Од августа 1958. до Циришког и Лондонског споразума
Британске власти нису биле у стању да сузбију активност ЕОКА, па је британска влада покушавала да дође до решења које не би осрамотило Британију. Макмиланов план је уложио напор у овом правцу. Грци су одбацили план јер су га видели као отворена врата која воде ка подели острва, а Гривас је отказао примирје 7. септембра. Покренута је нова оружана кампања и циљеви су се значајно разликовали од претходних периода. Гривас је наредио герилцима да "нападају неселективно на сваког Енглеза где год се нађе", што је резултирало смрћу 8 британских држављана у 104 инцидента напада у наредна два месеца. Али док је војна снага ЕОКА расла, кипарски Грци су постајали фрустрирани због насиља међу заједницама и борбе против Британаца. Макариос је у интервјуу наговестио да је спреман да промени свој став и прихвати независни Кипар. Овај развој догађаја разбеснео је Гриваса, али су га подржали утицајни чланови заједнице кипарских Грка. ЕОКА је губила своју широку базу подршке.
Током последњих месеци 1958. године, све стране су имале разлога да се залажу за компромис. Страна кипарских Грка се плашила да је подела све неизбежнија, Грчка је била забринута да би тренутна ситуација могла да доведе до рата са Турском, Турска је морала да управља текућим кризама на својим источним границама, а Британци нису желели да виде дестабилизацију НАТО-а због грчко-турског рата. Министри спољних послова Грчке и Турске су 5. децембра дефинисали ситуацију и договорен је низ састанака који су резултирали споразумима у Лондону и Цириху. Ово је било компромисно решење у коме би Кипар постао независна и суверена земља. И Макариос и Гривас су тешка срца прихватили споразуме, али је руководство кипарских Турака било одушевљено компромисом. Дана 9. марта 1959. Гривас је издао летак у којем је изјавио да прихвата Лондонске споразуме.
Према историчару Хајнцу Рихтеру, активности ЕОКА довеле су до смрти 104 британска војника, 54 полицајца (међу њима 15 кипарских Грка, 22 кипарских Турака и 12 Британаца) и 238 грађана (међу њима 26 Британаца, 203 грчких Кипрана и 7 турских Кипрана).

## Последице
Након споразума Цирих-Лондон и успостављања Републике Кипар, Макариос, који је постао први председник, попунио је владу и државну службу члановима ЕОКА. Екстремисти обе заједнице остали су наоружани и наставили да траже своје циљеве, Унију или Таксим. Министри и други ветерани ЕОКА придружили су се тајној организацији Акритас, а Поликарпос Гиоркацис је био нови „Дигенис“. Како је свака заједница тежила супротним циљевима, новоформирана држава је убрзо пропала, након што је Макариос једнострано променио устав, отворивши пут насиљу међу заједницама.

## Наслеђе
Власти Републике Кипар сматрају борбу ЕОКА борбом за национално ослобођење, а њене припаднике херојским борцима за слободу. Дан почетка кампање ЕОКА, 1. април, данас се у земљи сматра националном годишњицом. Турски националистички наратив написан у турско-кипарском уџбенику сматра борбу герилаца ЕОКА као варварску и незакониту са закључком да „Кипар јесте и остаће турски“ (стр. 61).“

### Музеји и споменици
Меморијални музеј посвећен кампањи ЕОКА створен је 1960. године. Налази се у центру Никозије.
Постоје различити споменици посвећени припадницима ЕОКА који су погинули током година борби и које кипарски Грци у великој мери сматрају ратним херојима. Део централног затвора у Никозији који је основао британски гувернер Хардинг функционише након стицања независности Кипра као музеј. Ово укључује затворске ћелије, вешала и „затворске гробове“ 13 бораца ЕОКА које су колонијалне власти или погубиле или убиле.

## Форин офис је скинуо тајност докумената и тужбе ЕОКА против британске владе
Форин офис (Канцеларија за иностране и послове Комонвелта) је 2012. објавио високо поверљиве документе који описују тврдње о мучењу и злостављању између 1955-1959. У извештајима се открива да су званичници колонијалне администрације признали мучење и злостављање. Друге оптужбе укључују масовно хапшење 1958. и премлаћивање 300 цивила од стране колонијалних снага.
Након објављивања докумената, ветерани ЕОКА објавили су да се спремају тужбе против британских власти. Удружење ветерана је навело да је најмање 14 Кипрана умрло, а да је још стотине било мучено током испитивања од стране Британаца током кампање 1955–1959. Двоје од оних који су наводно умрли током испитивања имали су 17 година. Правни поступак долази након откривања тајних докумената објављених 2011. који представљају сличне праксе током устанка Мау Мау у Кенији, у истом периоду.
Кипарски ветерани су 2018. године добили право да траже одштету због захтева за мучење у Уједињеном Краљевству на суду. Председавајући судија је одбацио аргументе британске владе да би случај требало да се суди по кипарском закону, што би, да је тачно, значило да се у случају примењује рок застарелости.
Случај је решен вансудским путем тако што је Уједињено Краљевство дало кипарским Грцима милион фунти. Влада Велике Британије је негирала било какву одговорност.
Британске архиве са којих је скинута тајност такође су откриле да је Одељење за истраживање информација (ИРД), тајно пропагандно крило Канцеларије за иностране послове Уједињеног Краљевства које се бавило пропагандом Хладног рата, одговорно за ширење лажних вести у којима се тврди да су побуњеници ЕОКА силовали ученице од 12 година. Ове црне пропагандне приче пренете су америчким новинарима у оквиру „Операције ЧАЈАНКА“.